# مارك لامبرت
مارك لامبرت (بالإنجليزية: Mark Lambert)‏ هو لاعب اتحاد الرغبي بريطاني، ولد في 19 فبراير 1985 في لندن في المملكة المتحدة.